# Fazenda Florença
A Fazenda Florença é uma fazenda cafeeira do século XIX, localizada em Conservatória, no distrito de Valença, pertenceu ao clã dos Teixeira Leite. Atualmente é um hotel que conserva objetos originais do século XIX, como bengalas, cartolas, porcelanas, entre outros. Também oferece visitação programa à fazenda.

## História
A Fazenda Florença remete suas origens à chegada do clã dos Teixeira Leite, que vieram de Minas Gerais atraídos pela riqueza do café no século XIX no Vale do Paraíba. O primeiro a chegar na região foi Custódio Ferreira Leite, que mais tarde se tornaria o Barão de Ayuruoca. Após ele receber a distribuição das terras pela Coroa Portuguesa, trouxe consigo inúmeros parentes. A Fazenda Florença foi fundada por José Ribeiro do Leite, sobrinho do barão.
A casa sede foi erguida em 1852 com seu imponente alpendre, de influência italiana, e um frontão na parte de cima, sustentado por colunas de madeira trabalhada.
José Leite Ribeiro faleceu em 1861 e sua fazenda ficou com seus herdeiros até o final do século XIX. Em princípios do século XX, foi adquirida pela família de Lupércio de Castro.
Atualmente a Fazenda Florença pertence ao Sr. Paulo Robertos dos Santos, que é seu proprietário há vinte e dois anos e a transformou em hotel  há dezoito. 

## Estrutura
A casa sede em estilo colonial representa uma autêntica fazenda histórica do Brasil Império. Foi feita em base de pedra e piso de peroba do campo. Ao redor dela ainda permaneceram algumas partes de uma antiga murada de pedra, com um pórtico de entrada, que pode ter sido utilizado para demarcar o perímetro da casa sede no século XIX.
No pátio principal, entre a imensa área gramada e os jardins, possui uma capela,  a Capela de São José de Botas.
Possui um bloco longitudinal, ao centro e perpendicular à casa sede, que ficam no local das antigas senzalas. A antiga tulha foi adaptada para ser o restaurante. Ainda é possível visualizar a roda d’água, cujo sistema de captação ainda funciona. Ao fundo da casa-sede, existe outra tulha, esta com porão adaptado para adega. Os assoalhos e forros são de madeira.

## Gastronomia
A Fazenda Florença também é diferenciada pelo seu restaurante D. João, que oferece uma gastronomia de fazenda com influências dos séculos passados, como a goiabada produzida por uma receita de 168 anos.

## Visitações
A Fazenda Florença possibilita acompanhar todo o beneficiamento do grão, torra e moagem de café, além de degustar um café listado entre os vinte melhores do país, dentro da categoria Arábica e o melhor produto do estado do Rio de Janeiro.
O visitante também é convidado a  conhecer o plantio de café da Fazenda Florença, em torno de um hectare de área plantada e que está em ampliação. Conforme informações do atual proprietário, Paulo Robertos dos Santos, o plantio começou em janeiro de 2017 e, com dois anos e meio veio a primeira colheita.
Oferece também visitas pelo casarão da fazenda que possui um amplo acervo de decoração e objetos de época, retratando um pouco da história da vida de um dos barões do café.
Também possui uma área com carros antigos e carruagens abertos à visitação.

## Turismo Pedagógico
A Fazenda começou a oferecer o turismo pedagógico e cultural em 2017. O projeto é focado no ensino lúdico sobre a história e importância do Vale do Paraíba. A programação contempla uma visita guiada pelo casarão histórico do século XIX, sarau teatral e musical, gincana do saber, além de um delicioso almoço ou lanche da tarde. É voltada para alunos de escolas do Rio e as escolas interessadas podem entrar em contato com a fazenda.

## Cenários de Novelas
Já serviu de cenário para inúmeras novelas de época, como Dona Beija, Sinhá Moça, A Escrava Isaura e Paraíso.